# Misogi
Misogi (禊 (hễ)) là một nghi thức thanh tẩy trong Thần đạo, bằng cách lau rửa toàn bộ cơ thể. Misogi có liên quan đến một nghi thức thanh tẩy khác của Thần đạo là harae – do đó cả hai được gọi chung là Misogiharae (禊祓 (hễ phất)). Tại Kyoto, mọi người thường tự trầm mình dưới thác nước Otowa-no-taki ("âm vũ", tức tiếng động của đôi cánh) ở chùa Kiyomizu, mặc dù phần lớn du khách uống nước được lấy từ thác hơn là dìm mình vào đó. Mỗi năm, nhiều hội nhóm tổ chức những đợt hành hương đến các thác nước và sông hồ linh thiêng (vùng nước thiêng), có thể đi một mình hoặc trong các nhóm nhỏ, để thực hiện misogi. Ngọn núi Ontake, dãy nũi Kii và ngọn núi Yoshino chỉ là một vài ví dụ về những khu vực cổ kính và nổi tiếng để thực hiện misogi tại Nhật Bản. Tại Hoa Kỳ, misogi được thực hiện tại Đại thần xã Tsubaki ở Hoa Kỳ ở thác nước Konryu Myojin no Taki vào mỗi ngày.

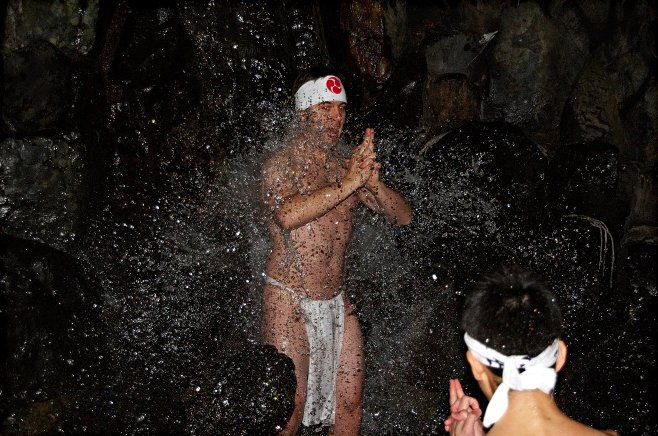
Misogi trong đêm dưới một thác nước tại Đại Thần xã Tsubaki

Trước khi tiến hành misogi, các thành viên thường trải qua một số loại nghi thức thanh lọc sơ bộ, phổ biến trong đó là những nghi thức như cầu nguyện, ăn chay, hoặc một số loại hoạt động thể chất. Nói chung, phụ nữ mặc một bộ kimono (áo choàng) đặc biệt màu trắng và một cái đai đầu, và người đàn ông đeo một tấm fundoshi (khố) và băng đeo đầu. Sau đó, họ bắt đầu thực hiện furitama (降り魂) hay "lay động tâm hồn", bằng cách siết chặt tay trước bụng và lắc bụng lên xuống, làm rung phần thân trên. Mục đích của việc này là để trở nên thấu hiểu/thống nhất với sự hiện diện của linh hồn bên trong. Sau đây là một phần "khởi động" hoặc tập các động tác thể dục calisthenics (tori-fune (鳥船 (điểu thuyền) động tác chèo thuyền "thuyền chim")). Hai nghi thức nói trên đôi khi kèm theo những lời cầu nguyện hoặc những câu thần chú đặc biệt. Sau đó, người lãnh đạo bắt đầu hô những câu thần chú/lời cầu nguyện được cho là kích hoạt linh hồn. Các tín đồ thường hô cùng với họ, do đó chứng thực tiềm năng nhận biết linh hồn của một người, và do đó thống nhất họ với kami xung quanh họ.
Các bài tập trên được thực hiện để người tham gia nâng cao sự trao đổi chất của họ, và một vài nhóm còn gắn liền chúng với việc hít thở sâu. Những nghi thức này có thể có việc rắc loại muối thánh có tác dụng thanh tẩy lên người và có thể được cho phép để ngậm và phun sake vào thác nước trong ba ngụm. Đôi khi người tham gia được cho muối để ném vào thác nước khi họ trầm mình. Trong một số nhóm, lãnh đạo sẽ đếm đến chín và sau đó chém lên không trung trong khi hét lên từ "yei!" để xua tan sự ô uế này. Những người tham gia sau đó trầm mình vào thác nước trong khi liên tục tụng kinh cụm từ harai tamae kiyome tamae rokkon shōjō (祓い給え清め給え六根清浄). Cụm từ này yêu cầu kami rửa sạch tạp chất từ sáu nguyên tố tạo nên con người, năm giác quan và tâm trí. Các bước thực hiện trong nghi thức này khác nhau giữa các nhóm, mỗi nhóm có truyền thống hoặc phương pháp riêng của mình.
Misogi cũng được sử dụng trong một số loại võ thuật, đặc biệt là aikido, để chuẩn bị tinh thần cho việc luyện tập và học cách phát triển đan điền, hay trung điểm của mỗi người. Người sáng lập aikido, Ueshiba Morihei, thường xuyên sử dụng loại thiền định này để bổ sung cho việc rèn luyện và tìm kiếm sự hoàn hảo. Giếng Misogi Sen Shin tei ở Tổng đàn Ki Society tại Nhật Bản là một nơi nổi tiếng cho những người thực hành misogi với nước lạnh trước khi mặt trời mọc.